# Grigori Grinkó
Grigori Fiódorovich Grinkó (en ucraniano: Григо́рій Фе́дорович Гринькó; en ruso: Григорий Фёдорович Гринько; nacido el 18 de noviembrejul./ 30 de noviembre de 1890greg. y ejecutado el 15 de marzo de 1938 en Moscú) fue un estadista soviético ucraniano que alcanzó altos puestos en el gobierno de la Unión Soviética.

## Biografía
Grigori Fiódorovich Grinkó nació en una familia de funcionarios del zemstvo en el pueblo de Shtepovka, Uezd de Lebedinsky, gobernación de Járkov (actualmente, en el Óblast de Sumy).
Estudio en la facultad de filosofía e historia en las Universidades de Járkov y Moscú, pero no finalizó los estudios en ninguna de ellas. En 1913 fue expulsado de la Universidad de Moscú por su participación en la revuelta de estudiantes.
Entre 1913 y 1917 sirvió en el ejército durante la Primera Guerra Mundial como oficial inferior en un regimiento de granaderos.
Entre 1917 y 1919 trabajó como profesor en una escuela secundaria en Járkov.

## Militancia política
En 1906 se inscribe en el Partido Socialista Revolucionario, estando en 1917 adscrito dentro de ese partido, a su ala más a la izquierda. En 1918 fue uno de los organizadores y líder del partido borotbista (Izquierda Socialista Revolucionaria ucraniana), siendo miembro en 1919 miembro del Comité Central Ejecutivo Revolucionario Panucraniano (Всеукрревком - Vseukrrevkom).
En 1920 junto con la mayoría de los borotbistas entró en el Partido Comunista Revolucionario (bolchevique) cuando los borotbistas fueron disueltos por el Comintern. Como antiguo miembro del desaparecido partido pro-independentista fue purgado en 1922 por “desviación nacionalista”, pero recuperó la posición durante el esfuerzo para la ucranianización y fue nombrado Comisario del Pueblo de Ucrania para la Planificación Estatal (Gosplán) en 1925.

## Cargos políticos
- En 1919 fue nombrado Comisario del Pueblo para la educación en Ucrania, cargo que ocupó hasta 1922.
- Entre 1922 y 1923 fue el jefe del Gosplán de la República Socialista Soviética de Ucrania
- Entre 1923 y 1925 fue el jefe del Comité Ejecutivo de la gobernación de Kiev. Desde agosto de 1924 a julio de 1925 fue el jefe del Gobierno de la Ciudad de Kiev (губвиконком - gubvikonkom), al mismo tiempo que Jefe del Soviet de la Ciudad de Kiev. Durante su gobierno, se cambió el nombre de gobernación de Kiev por el de ókrug de Kiev.
- Entre 1925 y 1926 fue el jefe del Gosplan de la República Soviética de Ucrania, subjefe del Comité Central de la RSS de Ucrania y al mismo tiempo miembro del Presidium del Gosplan de la URSS
- Entre 1928 y 1929 fue el subjefe del Gosplan de la URSS.
- En 1929 fue vice Comisario del Pueblo de Agricultura de la URSS
- Entre 1930 y 1937 fue Comisario del Pueblo de Finanzas de la URSS, cargo que asumió reemplazando a Nikolái Briujánov.

## Detención
Siendo Comisario del Pueblo de Finanzas de la URSS, fue víctima de la Gran Purga de Stalin, siendo detenido el 13 de agosto de 1937, siendo destituido de su cargo el 16 de agosto. 
Es juzgado en el Colegio Militar de la Corte Suprema de la URSS entre el 2 y 13 de marzo de 1938 junto a eminentes figuras bolcheviques como Alekséi Rýkov, Nikolái Bujarin, Nikolái Krestinski y Christian Rakovski, así como también el ejecutor de las anteriores purgas Génrij Yagoda, y otros acusados en el proceso que fue conocido como Juicio de los Veintiuno o Tercer Juicio de Moscú, aunque oficialmente denominado “Proceso del Bloque Trotskista-Derechista” (делу право-троцкистского блока).
Estos eran antiguos líderes soviéticos que eran, o ser presumían que eran, enemigos de Stalin, a los que se acusó de oponerse a las políticas de rápida industrialización, colectivización forzada y planeamiento centralizado, así como cargos de espionaje internacional, intento de derribar a la Unión Soviética, y planear la eliminación de los líderes soviéticos.

## Juicio
En el juicio fue forzado a confesar públicamente en un elaborado juicio espectáculo, sus “nefastas” actividades durante el periodo de la ucranianización. Los propagandistas soviéticos utilizaron las declaraciones de Grinko sobre el autodenominado nacionalismo ucraniano en la Unión Soviética, y cuyo testimonio fue traducido al inglés.
El juicio de llevó a cabo en el Colegio Militar de la Corte Suprema de la URSS, en el que se acusó a Grigori Grinkó de:
- Ser espía alemán y polaco desde 1932.[5] Andréi Vyshinski, el fiscal general acusó a los otros dirigentes del "bloque" Krestinski, Rakovski, Ivánov, Grinkó, Yagoda y Sharangóvich entre otros, de proporcionar regularmente a los servicios de inteligencia extranjeros y a los Estados Mayores de ciertos países extranjeros, información secreta sobre la URSS y sus más importantes secretos de estado.[6] Acusa también a Chernov, Grinkó, Rozengoltz y Zelenski, que encuadrados en el bloque trotskista-derechista, ocuparon puestos de responsabilidad, y tuvieron enormes oportunidades para el sabotaje.[7]
- Haber preparado en Siberia, norte del Cáucaso, Ucrania, Bielorrusia, Uzbekistán y en otros lugares de la Unión Soviética personal kulak insurgente para organizar las actividades armadas en la retaguardia del ejército rojo al inicio de una intervención en contra de la URSS.
- Además:[8]

Grinkó por órdenes de los líderes del “bloque trotskista-derechista” y el espionaje alemán, con el objeto de causar malestar popular y con ello facilitar el reclutamiento de seguidores, llevaron a cabo en el organismo del Secretariado Popular de Finanzas un amplio trabajo destructivo, que se manifestó en el retraso del pago de sueldos, el empobrecimiento del nivel de la población con sus ahorros, el cobro ilegal de algunos impuestos a los campesinos y otras medidas dañinas”.

Se reconoció culpable como todos los acusados de este juicio.
En sus últimas palabras afirmó:

Yo debo decir para mi tranquilidad sobre los hechos que nuestro infame complot fue descubierto y han sido evitadas aquellas inpredecibles desgracias, que nosotros preparamos.

13 de marzo de 1938 sentenciado por alta traición con la pena más alta – el fusilamiento – con la confiscación de todas sus pertenencias personales. Se ejecutó la sentencia en Komunarka, en la Óblast de Moscú, donde se encuentra enterrado, según fuentes sin verificar. Fue rehabilitado en 1959.